# Reissantia arborea
Reissantia arborea är en benvedsväxtart som först beskrevs av William Roxburgh, och fick sitt nu gällande namn av Hiroshi Hara. Reissantia arborea ingår i släktet Reissantia och familjen Celastraceae. Inga underarter finns listade.